# Харацай
Харацай (рос. Харацай) — село Закаменського району, Бурятії Росії. Входить до складу Сільського поселення Харацайське.
Населення — 368 осіб (2015 рік).
Засноване 1846 року.